# دانشگاه کاردان
دانشگاه کاردان یک دانشگاه خصوصی در افغانستان، واقع در شهر کابل است که در سال ۲۰۰۲ (میلادی) تأسیس شده است. این دانشگاه فعالیت خود را در یک کلاس درس کوچک با ۱۵ دانشجو در کشوری که برای اولین بار در حال تجربه خصوصی‌سازی در آموزش عالی بود، آغاز کرد.
این مؤسسه به سرعت به یکی از بزرگ‌ترین مؤسسات آموزش عالی خصوصی در کشور تبدیل شد و در سال ۲۰۰۶ توسط وزارت آموزش عالی به مقام دانشگاه ارتقا یافت. دانشگاه کاردان از پنج رکن مهم شامل عملیات، اعضای دانشگاهی، استراتژی و رشد، اداره ثبت و مدیریت مالی تشکیل شده است. این دانشگاه مرکزی برای آموزش، تحقیق، نوآوری و مشارکت عمومی است که مدارک تحصیلات تکمیلی و کارشناسی معتبر را در رشته‌های مختلف ارائه می‌کند.
این دانشگاه دوره‌های علوم مدیریت، فناوری اطلاعات، مهندسی و علوم اجتماعی را در مقطع کارشناسی و دوره مدیریت بازرگانی و روابط بین‌الملل در مقطع کارشناسی ارشد ارائه می‌دهد. بیش از ۳۰۰۰۰ دانشجو از این دانشگاه در رشته‌های مختلف فارغ‌التحصیل شده‌اند.

## پیشینه
دانشگاه کاردان نخستین دانشگاه خصوصی افغانستان، در سال ۲۰۰۲ (میلادی) در کابل تأسیس شد.

## دانشکده‌ها
1. کامپیوتر ساینس (انجنیری نرم‌افزار، دیتابیس، شبکه)
2. اقتصاد (اداره تجارت)
3. انجنیری سیول
4. حقوق
5. علوم سیاسی
6. روابط بین‌الملل
7. ماستری روابط بین‌الملل
8. ماستری اداره تجارت